# Juste Chanlatte
Pour les articles homonymes, voir Chanlatte (homonymie).
Juste Chanlatte (Jacmel, Haïti, 1766 - 1828) est un journaliste et dramaturge haïtien et fait partie de la période des pionniers de la littérature haitienne.

## Biographie
Le général Juste Chanlatte, ou encore Comte des Rosiers, vit le jour à Port-au-Prince en 1766. Il fit ses études à Paris, au Collège Louis-le-Grand durant les guerres de la révolution de Saint-Domingue, après s'être fait collaborateur des Anglais, il dut se refugier aux Etats-Unis. Plus tard, quand il revint en Haïti, il devint le rédacteur politique officiel de l’empereur Jean-Jacques Dessalines. À la  mort de l’empereur, il passa au service d’Henri Christophe. Durant tout le règne de Christophe, il resta dans le Nord d’Haïti. Il passa ensuite au parti républicain et devint rédacteur du télégraphe Gazette d’Haïti, journal officiel du Nord, et aussi fut rédacteur en chef du Télégraphe, journal officiel sous Boyer. Il prononca un discours au nom des principaux officiers et magistrats du cap Haitien et adressé au president d'Haïti de l'epoque, jean Pierre Boyer. 
Il publia au Cap deux pièces de théâtre : une pièce dramatique Nehri (anagramme d’Henri) et La Partie de chasse du roy. Dans le Télégraphe parurent Ode à l’Indépendance, Cantate à l’Indépendance (1821) et La Triple Palme ou Ode à Boyer de plus de 400 vers.

## Versificateur
Il fut un bon versificateur.

Extrait de Ode  à l'Indépendance
Dans ton variable contour
En ton inégal ministère,
Toi, de l'amour et de sa cour
Trop paresseuse avant-courrière

## Œuvres
En 1823 , Affaire de la Vigilante, bâtiment négrier de Nantes. Livre d'Arnaud Louis Charles Rose de Lostanges, Henri Christophe et Juste Chanlatte.
En 1824 , Histoire de la catastrophe de Saint-Domingue.
Histoire De La Catastrophe De Saint-domingue: Avec La Correspondance Des Généraux Leclerc (beau-frère De Bonaparte) 
Henry Christophe (depuis Roi D'haiti), Hardy, Vilton...  "Livre de Juste Chanlatte"